# Olena Rozvadovska
Olena Rozvadovska   (Truskavets, 4 d'agost de 1984), (també coneguda com a Lena Rozvadovska), és una defensora dels drets dels nens ucraïnesos.

## Joventut i carrera professional
Rozvadovska va créixer a l'oest d'Ucraïna.
Fins al 2015, Rozvadovska va treballar a Kíiv com a consultora d'UNICEF i de l'Oficina del President d'Ucraïna com a defensora pública dels drets dels nens.

## Activisme
El 2015, després de l'annexió russa de Crimea, Rozvadovska va deixar la seva feina, es va traslladar a Sloviansk i es va convertir en una voluntària que treballava per donar suport als nens i les seves famílies a la «zona grisa» d'Ucraïna, inclòs Donbas. Com a voluntària, no estava afiliada a cap organització religiosa o laica, tot i que sovint col·laborava amb organitzacions més grans. La seva feina va incloure l'educació sobre les mines terrestres per als nens.
El 2019, Rozvadovska va fundar Voices of Children (Les veus dels nens) amb el cineasta Azad Safarov. Safarov estava filmant el documental Будинок із трісок (Una casa feta amb estelles de fusta) en aquell moment, i Rozvadovska va ser la coordinadora local del documental mentre es filmava a Lysychansk. L'organització ofereix suport psicològic als nens afectats pels conflictes d'Ucraïna amb Rússia, i dona suport a programes creatius que permeten als nens expressar i processar les seves emocions.
Després de la invasió russa d'Ucraïna el febrer de 2022, Rozvadovska i els seus col·legues es van traslladar a l'oblast de Lviv i van continuar prestant serveis de manera remota mentre intentaven organitzar l'ajuda per a les famílies que fugien de la regió. Voices of Children el 2023 tenia uns 100 psicòlegs en 14 centres d'Ucraïna.
El 2023, Rozvadovska va publicar War through the Voices of Children (Guerra a través de les veus dels nens).

## Reconeixements
El 2023, Rozvadovska va ser nomenada a la llista de les 100 dones de la BBC. Va ser una de les tres dones ucraïneses incloses a la llista juntament amb l'escriptora Oksana Zabuzhko i l'activista climàtica Iryna Stavchuk.